# ハービスENT
ハービスENT（ハービスエント、英字表記：HERBIS ENT）は、大阪府大阪市北区梅田2丁目のオオサカガーデンシティ（西梅田地区）にあるファッションビル。阪神電気鉄道が運営している。正式名称は梅田阪神第2ビルディング（うめだはんしんだい2ビルディング）である。

## 構成
ハービスENTの断面図はL字型になっており、L字の底層部分のB2-7階が商業施設『ハービスPLAZA ENT』で、グッチ、オメガ、ティファニー、スワロフスキーなどの高級ブランド店などが入居している。同B2階にはビルボードライブ大阪が、同8-12階は大阪四季劇場が入居している。
L字の縦のラインに当たる部分は、8-27階が『ハービスENTオフィスタワー』になっており、賃貸オフィスが入っている。頂部にはヘリポートがある。また、1階には阪神バス系の高速バスターミナルであるハービスOSAKAバスターミナルがある。

## 周辺
- ハービスOSAKA（ハービス大阪、梅田阪神第1ビルディング）
  - 阪神西梅田開発の第1期事業。ハービスENTの西隣に建設された地上40階、地下5階、高さ190mの複合高層ビル。ハービスOSAKAオフィスタワー（高層棟）、ホテル「ザ・リッツ・カールトン大阪」[1]、ハービスPLAZA（商業施設）などで構成される。
- ヒルトンプラザ ウエスト
- ブリーゼタワー
- オオサカガーデンシティ

## 交通
いずれの駅も地下通路経由で直結している。
所要時間の記述は公式サイトに準拠した。
- 阪神本線 大阪梅田駅（西改札）下車すぐ。
- 地下鉄四つ橋線 西梅田駅（北改札）下車すぐ。
- JR大阪駅（桜橋口）下車、徒歩2分。
- JR東西線 北新地駅（西改札）下車、徒歩4分。